# Homosexualität in der Ukraine
Homosexualität in der Ukraine ist zwar legal, stößt aber, wie in den meisten Staaten der ehemaligen Sowjetunion, in einem großen Teil der Gesellschaft auf Ablehnung. Die Situation hat sich jedoch seit einigen Jahren verbessert.

## Rechtslage
Seit dem 27. August 1991 ist Homosexualität in der Ukraine legal. Damit war das Land das erste der ehemaligen Sowjetunion, das Homosexualität legalisierte. Das Schutzalter ist einheitlich auf 16 Jahre angeglichen. Eine Gleichgeschlechtliche Ehe oder Eingetragene Partnerschaft wurde bisher in der Ukraine gesetzlich nicht erlaubt. Ein Diskriminierungsschutz aufgrund der sexuellen Orientierung besteht gesetzlich seit 2014. Auf den von Russland im Russisch-Ukrainischen Krieg seit 2014 völkerrechtswidrig besetzten ukrainischen Gebieten (in Teilen des Donbass und der Südostukraine einschließlich der gesamten Krim) ist gültiges ukrainisches Recht nicht mehr durchsetzbar, dort werden de facto russisches Gesetze angewendet, siehe Homosexualität in Russland.
2011 reichten sechs Abgeordnete verschiedener Fraktionen, unter anderem der Kommunistischen Partei und Vaterlandspartei, im ukrainischen Parlament einen Gesetzesentwurf ein, der die Verbreitung von Informationen über Homosexualität als „Propagierung von Homosexualität“ unter Strafe stellen soll. Der Entwurf stieß auf Widerstand unter anderem in den Reihen des Parteienbündnisses „Unsere Ukraine“ und von LGBT-Verbänden. Die Menschenrechtsorganisation Human Rights Watch protestierte in einem Brief an das ukrainische Parlament gegen das aus ihrer Sicht diskriminierende und gegen die Europäische Menschenrechtskonvention verstoßende Gesetzesvorhaben.
Am 16. Mai 2012 wurde erneut ein Gesetzesentwurf ins ukrainische Parlament eingebracht, der bestehende Gesetze „zum Schutz der Moral“ sowie das Presse- und Verlagswesen betreffende Gesetze ändern und jegliche Verbreitung von Informationen über Homo- und Bisexualität, nach dem Vorbild Russlands, unter Strafe stellen soll. Der Gesetzentwurf wurde im Oktober 2012 vom ukrainischen Parlament angenommen. Es gelten heute in der Ukraine jedoch keine Gesetze, die sogenannte „Homosexuellen-Propaganda“, wie im Nachbarland Russland, unter Strafe stellen.
Am 12. November 2015 wurde ein Gesetzentwurf im ukrainischen Parlament verabschiedet, der die Diskriminierung am Arbeitsplatz aufgrund von Merkmalen wie Alter, Nationalität, Rasse, Behinderung, HIV-Status, sexueller Orientierung oder geschlechtlicher Identität künftig verbietet. Dieses Gesetz war Teil eines Paketes, mit dem EU-Regeln umgesetzt werden sollten, zwecks der Visafreiheit ukrainischer Staatsbürger bei Reisen in die Europäische Union. Er wurde im ukrainischen Parlament hochumstritten debattiert. Seine Annahme bedeutete den ersten gesetzlichen Diskriminierungsschutz, den LGBT-Personen in der Ukraine erfahren. Er wurde von der ukrainischen LGBT-Community mit Begeisterung aufgenommen. Ein Zitat des Abgeordneten Volodymyr Ariev aus der Partei des damaligen Präsidenten Petro Poroschenko (Europäische Solidarität), unmittelbar nach der Abstimmung:
“Es ist wichtig zu zeigen, dass die Ukraine ein europäisches Land ist und nicht ein derber Sowjetstaat, in dem der russische Geist zu spüren ist, der den Rest der ehemaligen Sowjetrepubliken eingenommen hat. Es ist schwierig, aber die Ukraine versucht, der postsowjetischen Realität zu entkommen und zu einer europäischen Realität überzugehen”.
Am 3. Juni 2022 erreichte eine Petition den Präsidenten Wolodymyr Selenskyj, die die Legalisierung der gleichgeschlechtlichen Ehe in der Ukraine forderte. Dies war ein Novum in der ukrainischen Geschichte, gelang es doch erstmals, bei diesem Thema mehr als 25.000 Menschen zu mobilisieren. Die Anzahl der Unterschriften verpflichtete den Präsidenten, sich mit ihr auseinanderzusetzen. Am 2. August 2022 veröffentlichte Volodymyr Selenskyj seine Antwort, wobei er betonte, dass laut der Verfassung (Artikel 51) „die Ehe auf der freiwilligen Übereinkunft zwischen einem Mann und einer Frau basiert. In Fall von Krieg oder einem anderen Notfall, dürfe die Verfassung der Ukraine nicht geändert werden (Artikel 151).“ Selenskyj erwähnte aber auch, dass seine Regierung Pläne habe, zivile eingetragene Partnerschaften für gleichgeschlechtliche Paare in der Ukraine zu legalisieren. Außerdem sind Rechte und der Schutz von LGBT-Personen im sogenannten „Aktionsplan für Menschenrechte“ als Teil des „Wiederaufbauplans für die Ukraine 2023 - 2026“, den die Ukraine gemeinsame mit dem Europäischen Rat erarbeitet hat, enthalten und sollen berücksichtigt werden.

### Europäischer Gerichtshof für Menschenrechte
Der Europäische Gerichtshof für Menschenrechte gab 2023 einem homosexuellen Paare Recht, das geklagt hatte, weil es dort keine Möglichkeit zur Eintragung einer gleichgeschlechtlichen Partnerschaft gibt.

## Gesellschaftliche Situation

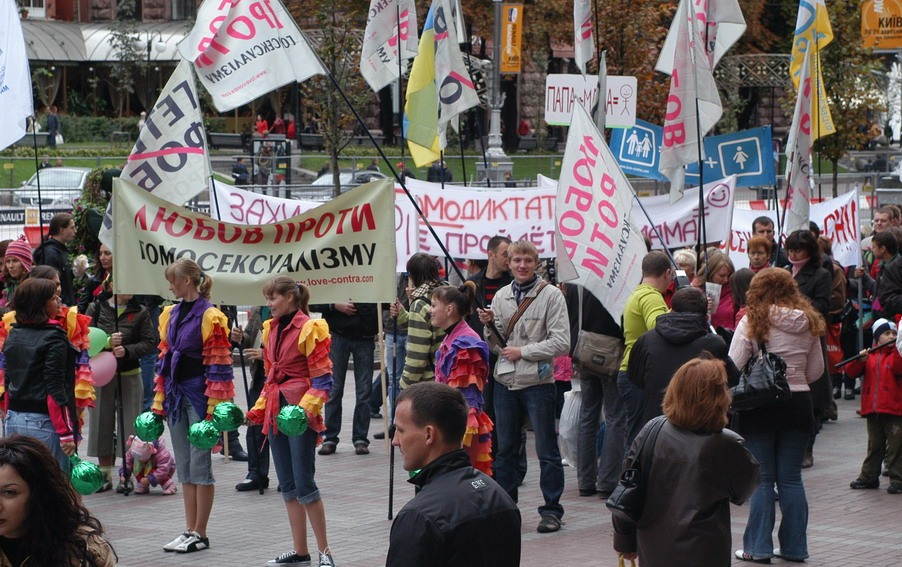
Demonstration der Bürgerinitiative „Liebe gegen Homosexualität“ im September 2008 in Kiew.

Lesbische, Schwule, Bisexuelle und Transgender-Personen waren in der Ukraine in der Geschichte überwiegend gesellschaftlicher Diskriminierung und homophober Ablehnung ausgesetzt. In der Sowjetunion wurde "Unzucht unter Männern" ab 1934 mit bis zu fünf Jahre Gefängnis bestraft. Das Thema wurde gesellschaftlich totgeschwiegen. Eine Aufklärung und eine Welle der gesellschaftlichen Liberalisierung von Homosexualität wie in den westlichen Ländern (siehe: Sexuelle Revolution") in der 2. Hälfte des 20. Jhd. fand nicht statt. Nach dem Ende der Sowjetunion und der rechtlichen Legalisierung 1991 erfolgte kein grundlegender Wandel der bis dahin festgefahrenen Einstellungen. Im März 2002 folgte eine Umfrage im Auftrag der LGBT-Organisation Nash Mir, wonach 42,5% aller Ukrainerinnen und Ukrainer sagten, Homosexuelle sollten gleiche Rechte haben wie alle anderen auch, 33,8% gaben an, dass sie "Beschränkungen für nötig hielten". Im Jahr 2007 wurde exakt die gleiche Umfrage wiederholt, und dort gaben 34,1% an, dass sie Homosexuellen die gleichen Rechte zugestehen würden, 46,1% sprachen sich für die Beschränkungen aus. Homophobe Einstellungen nahmen also in der ukrainischen Gesellschaft noch zu. Eine 2016 durchgeführte Umfrage des Kyiv International Institute of Sociology (KIIS) ergab keine besonderen Veränderung der Einstellungen (33,4% für, 45,2% gegen gleiche Rechte für Homosexuelle). Homosexualität galt vielen als Krankheit, Perversion oder westliche Mode.
Das amerikanische Meinungsforschungsinstitut Pew Research Center ermittelte 2007 in einer repräsentativen Umfrage, dass nur 19 Prozent der befragten Ukrainer Homosexualität für einen akzeptablen Lebensstil hielten, während 69 Prozent dies ablehnten. Eine Umfrage des gleichen Instituts 2019 ergab keine Veränderung. Damit lag die Ukraine hinsichtlich der Toleranz gegenüber Homosexualität unter allen untersuchten europäischen Staaten auf dem vorletzten Rang vor Russland. Zu ähnlichen Ergebnissen kam eine Umfrage des kanadischen Meinungsforschungsinstituts Angus Reid Public Opinion in der Ukraine von 2007, wonach 81,3 Prozent der Befragten gleichgeschlechtliche Beziehungen unter keinen Umständen für akzeptabel hielten, nur 5,7 Prozent hielten sie grundsätzlich für annehmbar. Homosexuelle Beziehungen wurden demnach negativer bewertet als Verkehrsvergehen, Unhöflichkeit, Ehebruch, Sterbehilfe, Steuerhinterziehung, Abtreibung oder Sex vor der Ehe, lediglich Ladendiebstahl und Fahren unter Alkoholeinfluss erfuhren noch deutlichere Ablehnung. In einer repräsentativen Umfrage der ukrainischen LGBT-Organisation Nash Mir Gay and Lesbian Center von 2011 befürworteten dagegen 36 %, dass Homosexuelle gleiche Recht haben sollen.

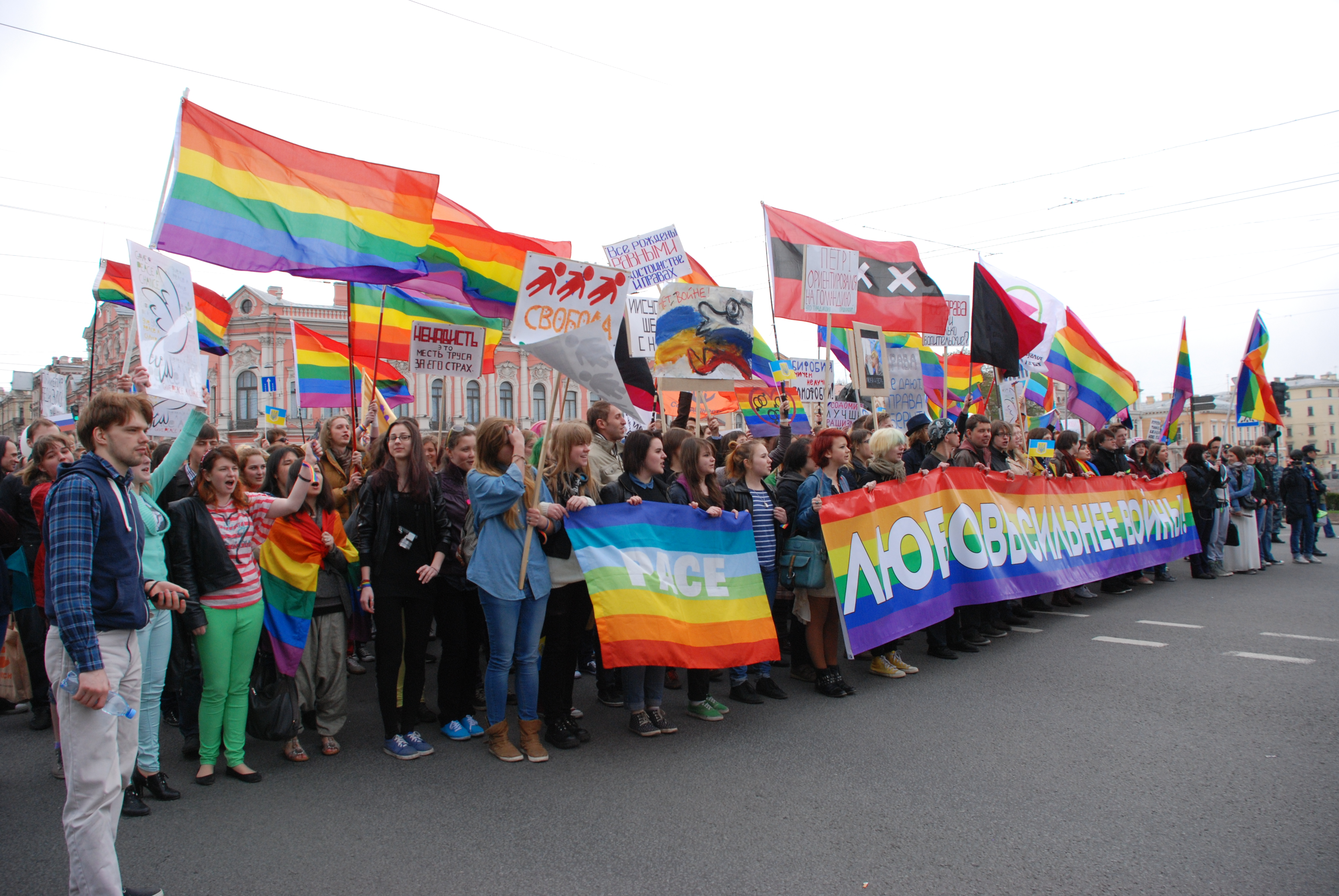
LGBT-Demonstration gegen den Krieg in der Ukraine in Sankt Petersburg, 2014

Der Europarat warnte 2017 vor einer „deutlichen Zunahme“ gewalttätiger Übergriffen auf Homosexuelle. Seit 2014 sollen mindestens sechs Menschen wegen ihrer Homosexualität ermordet worden sein.
Als ein Grund für die weitverbreiteten homophoben Einstellungen das gesellschaftliche Totschweigen und die Tabuisierung, sowie die Kriminalisierung und Verfolgung Homosexueller in der Sowjetunion angesehen werden. Jedoch spielen auch die orthodoxen Kirchen eine Rolle, die seit jeher ein Hort von gesellschaftlichem Konservatismus und Homophobie bilden. Die Kirchen sind es, die oft ultrakonservative Weltbilder propagieren und gegen LGBT hetzen, sowie aktives Lobbying zur Verhinderung von Pro-LGBT-Gesetzen (wie bspw. dem Antidiskriminierungsgesetz im November 2015 aber auch der Istanbul-Konvention im Juni 2022) betreiben. Die ukrainische Soziologin und Gender-Forscherin Tamara Martsenyuk macht folgende drei Faktoren aus, die einen Einfluss auf den „gesellschaftliche Status“ von Homosexualität haben (aus dem Jahr 2012):
1. Die Entkriminalisierung von Homosexualität 1991 und der Aktivismus der LGBT-Community,
2. der negative öffentliche Diskurs, die homophoben Äußerungen und Hassrede vieler Politiker, die medialen Darstellungen von Homosexualität als abnormal und krankhaft, sowie ein Mangel an Informationen rund um das Thema Homosexualität (insbesondere abseits des HIV/AIDS-Diskurses).
3. Die negative, abwertende Position der ukrainischen (orthodoxen) Kirchen sowie der Einfluss von zivilgesellschaftlichen Initiativen wie dem Anti-LGBT-Bündnis „Liebe gegen Homosexualität“.

In medizinischen Lehrbüchern wird Homosexualität als „Geisteskrankheit“ und „sexuelle Perversion“ eingestuft.
Eine kleine homosexuelle Community findet sich vorrangig in der Hauptstadt Kiew sowie in geringerem Umfang in Odessa. Die für den 20. Mai 2012 in Kiew organisierte erste „Gay Parade“ des Landes musste aufgrund gewaltsamer Übergriffe durch Nationalisten und erzkonservative orthodoxe Christen am Startpunkt der Parade kurzfristig abgesagt werden. Nachdem eine für den 25. Mai 2013 in Kiew geplante Gay-Pride Parade ursprünglich gerichtlich untersagt worden war, fand an diesem Tag letztlich dennoch, unter starkem Polizeischutz, eine Demonstration mit ca. 100 Teilnehmern für die Gleichstellung von Homosexuellen statt.
Der für den 5. Juli 2014 geplante „March of Equality“ wurde von den Sicherheitsbehörden abgesagt. Im Juni 2015 überfielen Mitglieder des rechtsextremen Prawyj Sektor eine LGBT-Parade in Kiew.
Am 12. Juni 2016 ist es den LGBT-Aktivisten gelungen, den „March of Equality“ in Kiew zu organisieren. Die Aktion mit Beteiligung von 1500 Menschen verlief ohne ernstzunehmende Zwischenfälle und wurde von über 5000 Sicherheitskräften und 1200 Mitgliedern der Nationalgarde bewacht.
Im Mai 2019 setzte die europäische Sektion der International Lesbian, Gay, Bisexual, Trans and Intersex Association (ILGA) die Ukraine auf Platz 34/35 unter 49 europäischen Ländern, was den Schutz der Rechte von Homosexuellen anbelangt. Am 23. Juni selben Jahres erreichte der „Kyiv Pride“ in der ukrainischen Hauptstadt die Rekordzahl von 8.000 Teilnehmenden.
Seit einigen Jahren ist jedoch in der Ukraine, auch im Zuge der zunehmenden Annäherung an die Europäische Union (nach der Euromaidan-Revolution 2013/14), eine Veränderung der Lage und eine Veränderung in der Gesellschaft zu beobachten. Die Toleranz gegenüber Themen wie Homosexualität und LGBT in der Bevölkerung nimmt zu. Zwei Umfragen des Kyiv International Institute of Sociology in den Jahren 2016 und 2022 belegen, dass viele Ukrainerinnen und Ukrainer sich positiver und toleranter gegenüber LGBT-Personen zeigen. So äußerten sich 2016 noch 45,2 % dahingehend, dass „die Rechte von Homosexuellen beschränkt werden sollten“, 2022 taten dies noch 25,9 %. Der Anteil derer, die sagten, dass „Homosexuelle die gleichen Rechte wie alle anderen auch“ haben sollten, stieg von 33,4 % (2016) auf 63,7 % (2022). Diejenigen, die „generell eine positive Haltung“ gegenüber LGBT-Personen haben, stieg von 3,3 % (2016) auf 12,8 % im Jahr 2022. Außerdem stieg der Anteil derjenigen, die zivile eingetragene Partnerschaften für Homosexuelle befürworten, um ein fünffaches an, von 4,8 % im Jahr 2016 auf 23,6 % im Jahr 2022.

## LGBT-Community und Organisationen
Seit dem Ende der Sowjetunion haben sich, v. a. in der Dekade 2010–2020, viele LGBT-Organisationen gegründet, die sich für die Rechte, Gesetze zur Antidiskriminierung, einen besseren Schutz und eine bessere gesellschaftliche Anerkennung und Tolerierung von LGBT-Personen einsetzen. Organisationen wie der LGBT Human Rights Nash Svit Center (gegründet 1997) setzen sich außerdem nach eigenen Angaben für eine bessere Bildung der LGBT-Community sowie für einen Schutz und Betreuung der Opfer von LGBT-bezogener Diskriminierung und Homophobie ein. Die Vernetzung von LGBT-Organisationen ist in den letzten Jahren dichter und stärker sowie die LGBT-Community sichtbarer geworden. Über Jahrzehnte hinweg waren LGBT-Organisationen die einzigen Akteure, die in der Ukraine zu Themen wie Homosexualität und LGBT geforscht, Studien in Auftrag gegeben haben und auf LGBT-Thematiken bezogene Menschenrechtsverletzungen dokumentiert haben. In den letzten Jahren steigt jedoch das Interesse der Politik an der LGBT-Community, wie die bereits oben erwähnte Antwort des Präsidenten Selenskyj zur Legalisierung von gleichgeschlechtlichen eingetragenen Partnerschaften, die Verabschiedung des Anti-Diskriminierungsgesetzes im November 2015 oder Äußerungen des bis 2019 amtierenden Präsidenten Petro Poroschenko zeigen. Die russische LGBT-Organisation für russische LGBT-Personen und ihrer Freunde in Deutschland „Quarteera e. V.“ listet in ihrer Broschüre „Die Situation von LGBT in den Staaten der ehemaligen UdSSR“ aus dem Jahre 2021 folgende Organisationen auf, die sich in der Ukraine für LGBT-Rechte sowie Homo- und Bisexuelle, trans und queere Menschen starkmachen:
1. KyivPride (Kiew)
2. Insight (Kiew, Saporischschja, Czernowitz, Lwiw, Uschhorod, Dnipro, Odessa, Schytomyr, Kramatorsk, Luzk)
3. NGO Fulcrum UA (Kiew)
4. NGO Women’s Association Sphere (Charkiv)
5. „Gender Z“ ОО (Saporischschja)
6. Tergo (Kiew)
7. Donbassqueer (Bachmut)
8. Nash Svit (Lugansk/Kiew, Schytomyr Kharkiv, Odessa, Cherson, Tscherkassy, Saporischschja)
9. Alliance Global (Kiew, Dnipro)
10. Liga (Mikolajiw, Kiew, Cherson, Odessa)
11. COUNTRY KEY POPULATIONS PLATFORM (Kiew)
12. All-Ukrainian Public Organisation „Gay Forum of Ukraine“ (Kiew)
13. HUMAN RIGHTS BUREAU WE ARE (Kiew)
14. Ukrainian LGBT Soldiers and our Allies (Kiew)
15. Our Centre (Dnipro)
16. Cohort NGO (Kiew)
17. Trans Generation (Kiew, Saporischschja, Sumy)
18. Gay Alliance Ukraine (Kiew, Schytomyr, Krywyj Rih, Odessa)
19. „Nowaja wolna dlja lutschschego buduschtschego“ (Cherson)
20. Community Center Equality East (Mariupol)